# 278. pehotna brigada (ZDA)
278. pehotna brigada (izvirno angleško 278th Infantry Brigade) je bila pehotna brigada Kopenske vojske Združenih držav Amerike.